# Monastère de la Dormition-Zilantov
Le  monastère de la Dormition-Zilantov, ou de l'Assomption de la colline du Zilant   (Зила́нтов Свя́то-Успе́нский монасты́рь), est un monastère de femmes (avant 1928 d'hommes) de l'Église orthodoxe russe situé en Russie à Kazan (république du Tatarstan). Il se trouve sur la colline du Zilant à plus de 2 kilomètres en bas du  kremlin de Kazan.  

## Histoire
Le monastère est fondé par Ivan le Terrible le 15 octobre 1552 après la prise de la ville. Il est construit à l'emplacement du campement et de la chapelle de campagne d'Ivan le Terrible et à l'endroit où furent enterrés les combattants russes, morts sous les remparts de la ville. En 1559, la Volga déborde, détruisant les murs du monastère, si bien que celui-ci est reconstruit plus haut, au sommet de la colline. Il est entouré d'un mur d'enceinte. Son nom non officiel est « monastère du Zilant », d'après le nom de la colline où demeurait selon la légende le mythique Zilant (serpent ailé, emblème de la ville).   
La fondation du monastère est liée aussi à l'inhumation en ce lieu du « premier martyr en Christ en cette terre de Kazan », Jean de Kazan,.
L'ensemble monastique est construit au XVIIe siècle. On y trouve l'église principale de la Dormition (Assomption), terminée en 1625, l'église vouée à saint Alexis de Moscou (1720) et des bâtiments monastiques. L'évêque de Souzdal, Joseph (Kourtsevitch), y vécut en relégation de 1640 à 1642, enfermé pour hérésie.  
Le séminaire de Kazan y est installé de 1732 à 1740, puis l'école Novokrechtchenskaïa. Plus tard les deux établissements fusionnent. Entre 1829 et 1850, l'abbé est l'archimandrite Gabriel (Voskressenski), auteur d'une histoire de la philosophie en plusieurs tomes, première du genre en Russie. 

### Période soviétique
En 1918, dix moines du monastère du Zilant sont fusillés avec leur archimandrite en tête, sans procès. Les moines survivants sont sans activité jusqu'à qu'une communauté de fidèles soit officiellement enregistrée auprès des autorités. Elle subsiste jusqu'en 1928 lorsqu'elle est interdite.
L'ensemble du monastère est presque entièrement détruit dans les années qui suivent, ainsi que son cimetière (où fut enterré le grand-père de Léon Tolstoï) .

## Époque contemporaine
Le monastère est rouvert en 1998, mais abrite désormais une communauté féminine. De l'ancien monastère ne subsiste que l'église de Tous-les-Saints construite en 1681 et réaménagée dans les années 1890, ainsi que l'ancien bâtiment du supérieur datant du début du XIXe siècle. De simples bâtiments ont été érigés ces dernières années pour la vie monastique ainsi qu'une nouvelle église consacrée en 2006 à la Trinité. Elle a été bâtie selon l'exact modèle de la collégiale de la Trinité de la Trinité-Saint-Serge. 

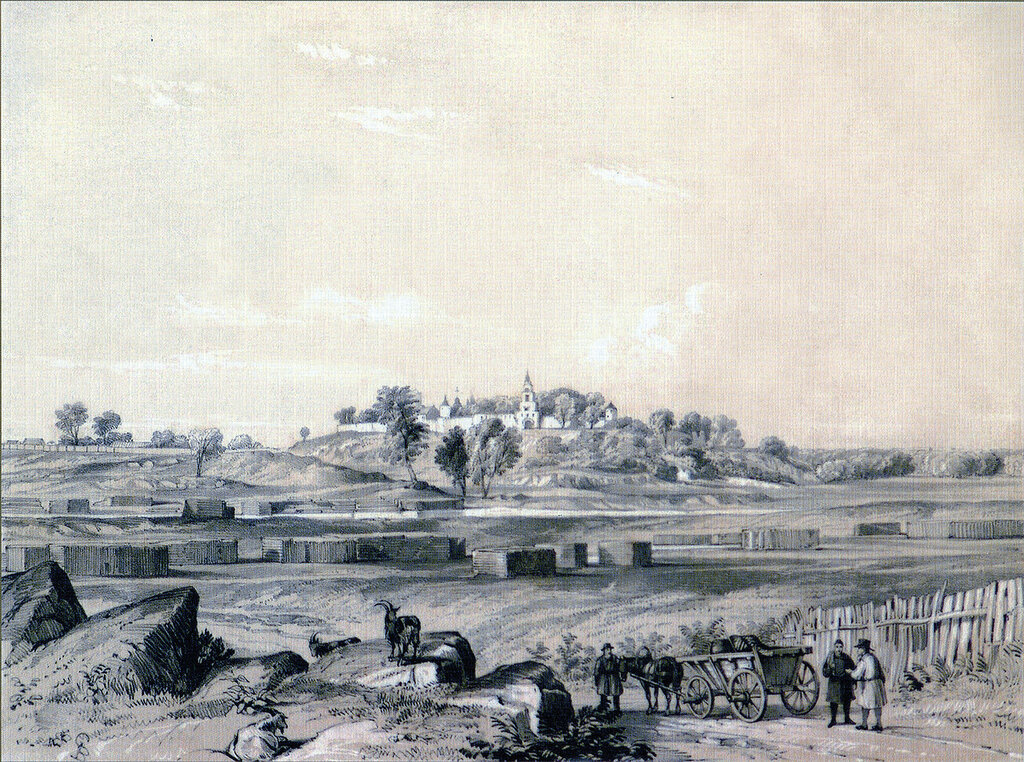
La colline du Zilant, gravure de Turnerelli (milieu du XIXe siècle).
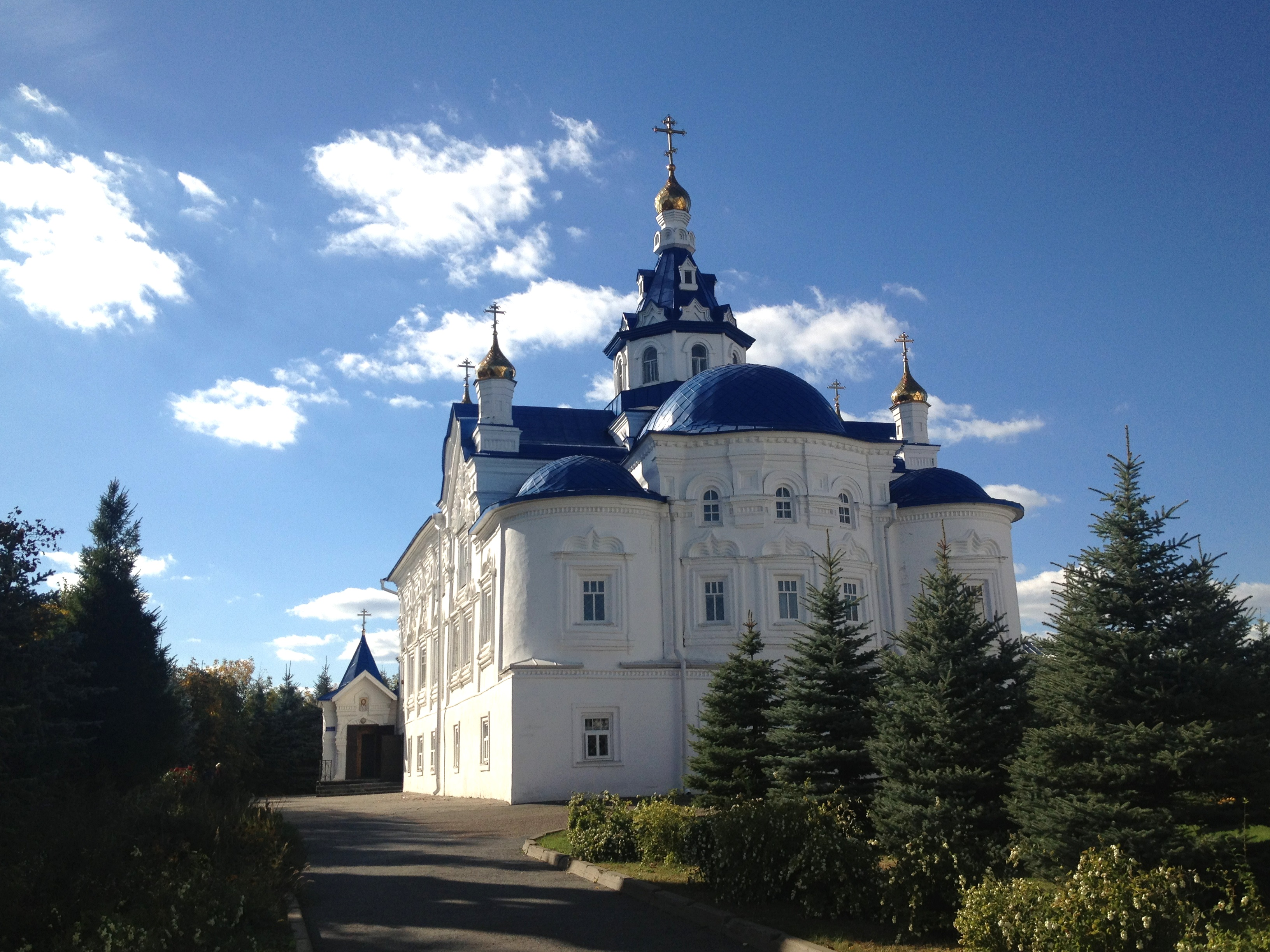
Église de Tous-les-Saints (XVIIe-XIXe.).
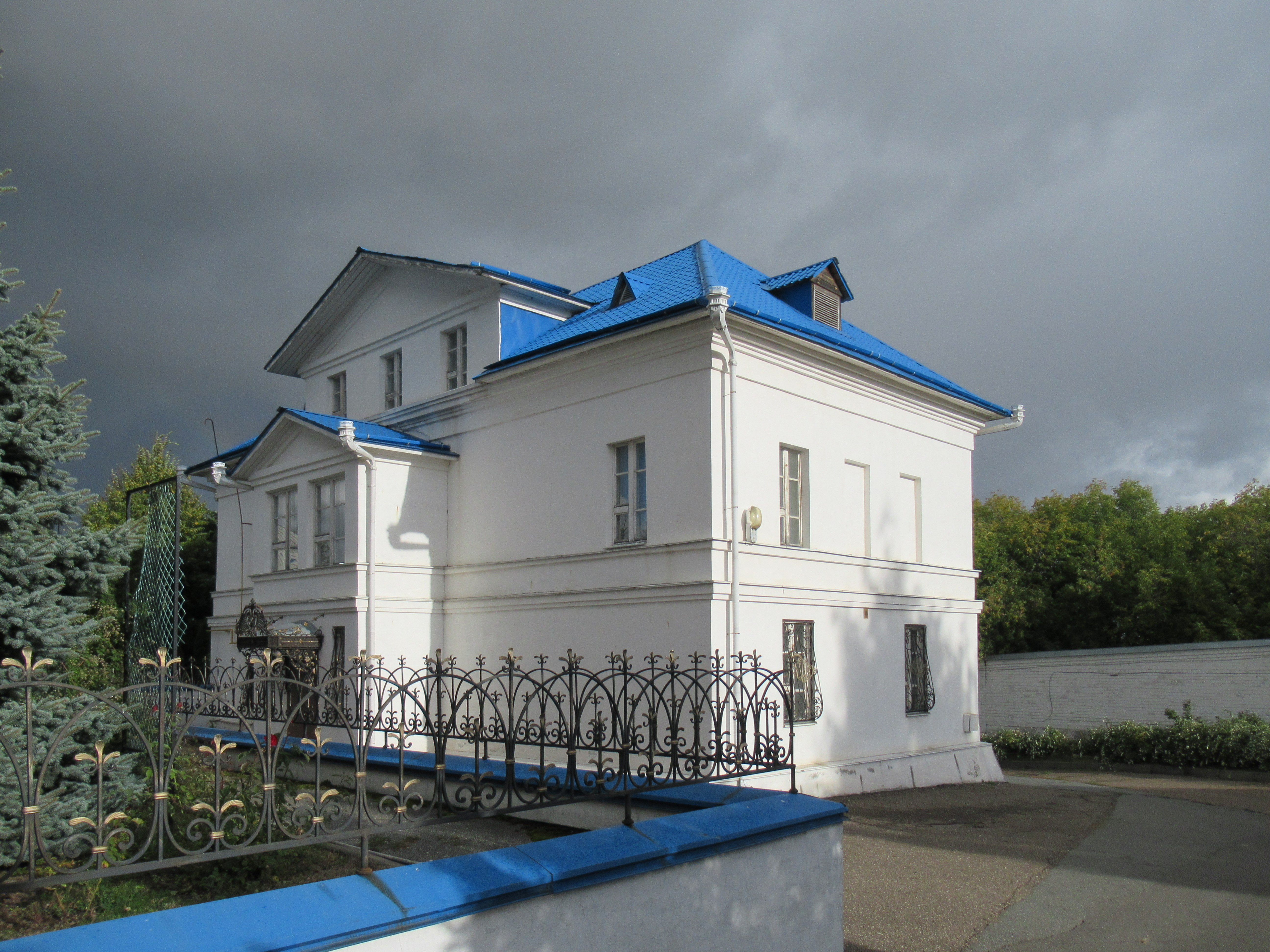
Maison du supérieur.
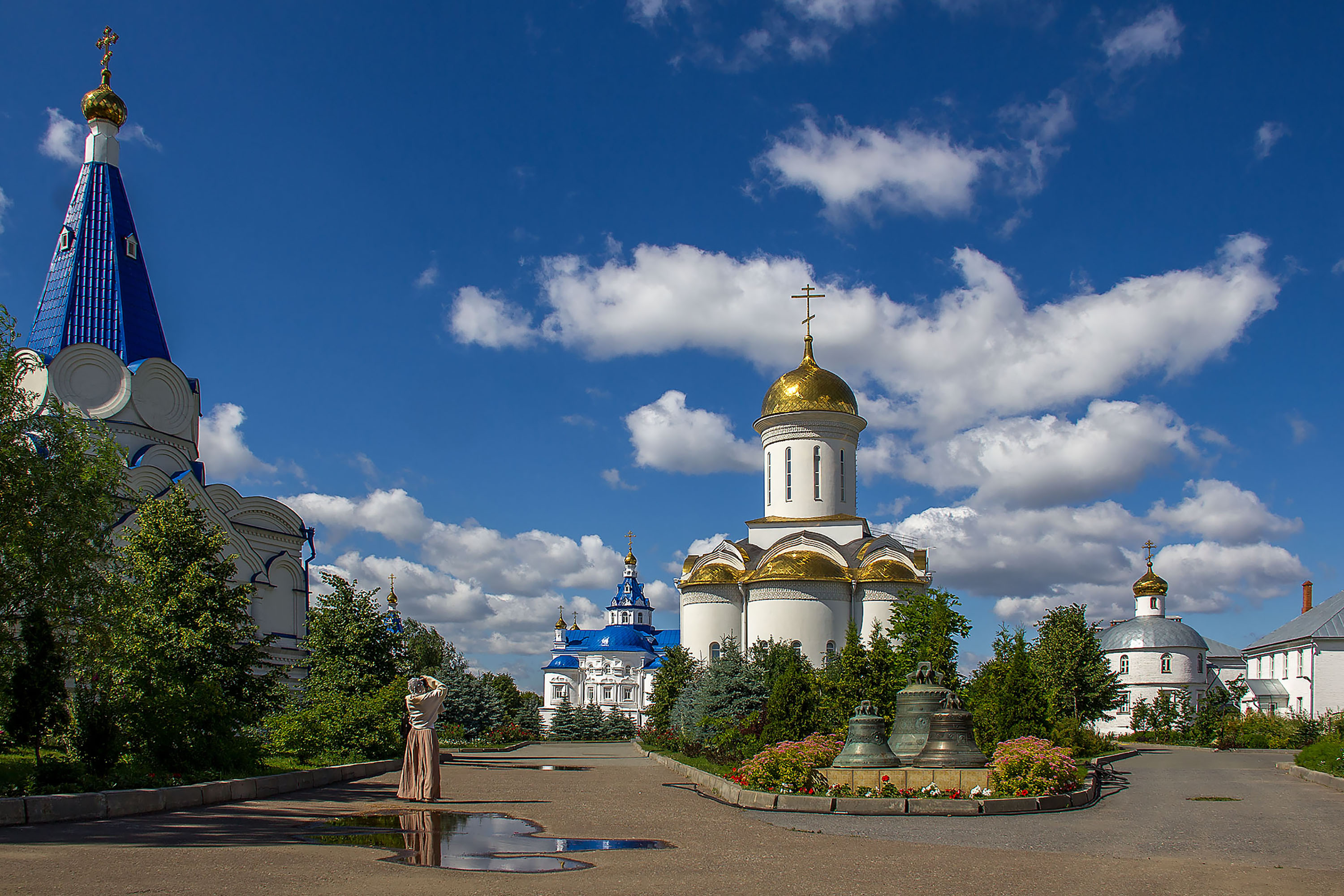
Vue du monastère.